# 東北高等學校 (日本)
東北高等學校是位於日本宮城縣仙台市的私立高等學校。
其棒球部自1930年代起一直是宮城縣內的常勝軍，曾多次參加全國高等學校棒球錦標賽或被選入選拔高等學校棒球大會，至今參加兩項賽事都各已約二十次。

## 歷史
學校的前身可以追溯至1894年由數學教育學者上野清在仙台市東三番丁地區設立的私塾「東京數學院宮城分院」，同年稍後就更名為「仙台數學院」，最初僅招收男性學生。
1898年遷移至北一番丁（位於現在的仙台市青葉區上杉地區），並於1900年成為舊制中學校，更名為「東北中學校」，1929年再遷移至位於小松島地區的現址。
1930年學校同時新設立實業學校「東北商業學校」,
1948年配合日本的學制改革成為「東北高等學校」，1960年再與同體系的「東北商業高等學校」整併，東北高等學校因而同時開設普通科及商業科，不過商業科最終在2009年停辦。
1995年開始招收女姓學生，成為男女混合教育的學校。